# La Llorona (film, 2019)
Pour les articles homonymes, voir La Llorona (homonymie).
Pour plus de détails, voir Fiche technique et Distribution.
La Llorona est un film franco-guatémaltèque réalisé par Jayro Bustamante, sorti en 2019.

## Synopsis
Environ trente ans après le meurtre de nombreux Mayas lors d'un conflit armé au Guatemala, des poursuites pénales sont engagées contre Enrique Monteverde, un général à la retraite qui a supervisé le génocide. Cependant, il est acquitté lors d'une procédure judiciaire.  
Désormais Enrique Monteverde entend hurler ses victimes comme le faisait autrefois l'esprit de la Llorona. Sa femme et sa fille pensent qu'il est atteint de démence. Devant les révélations lors du procès, les domestiques mayas choisissent de démissionner, laissant la famille du général sans assistance, alors que la propriété est assiégée de manifestants, certes pacifiques. Alma, la nouvelle gouvernante, connaît les vraies raisons des hallucinations sonores et visuelles du vieil homme. Et le déni de son épouse commence à se fissurer.

### Contexte historique
Pendant la longue guerre civile au Guatemala, de novembre 1960 à décembre 1996, il y a eu un assassinat massif de civils appartenant à la population indigène maya au village de Plan de Sánchez en 1982. Le film fait référence implicitement au procès du général Efraín Ríos Montt pour génocide.

## Fiche technique
- Titre original et français : La Llorona
- Réalisation et scénario : Jayro Bustamante
- Photographie : Nicolás Wong
- Montage : Jayro Bustamante et Gustavo Matheu
- Musique : Pascual Reyes
- Pays d'origine :  Guatemala et  France
- Format : Couleurs - 35 mm - 2,35:1
- Genre : drame, horreur, thriller
- Durée : 97 minutes
- Dates de sortie :
  - Italie : 30 août 2019 (Mostra de Venise 2019)
  - France : 22 janvier 2020

## Distribution
- María Mercedes Coroy : Alma
- Sabrina De La Hoz : Natalia
- Margarita Kenéfic : Carmen
- Julio Diaz : Enrique
- María Telón : Valeriana
- Juan Pablo Olyslager : Letona
- Ayla-Elea Hurtado : Sara

## Sortie

### Accueil critique
En France, le site Allociné recense une moyenne des critiques presse de 3,5/5.
Pour Jacques Mandelbaum (Le Monde), « Dans « La Llorona », film fantastique guatémaltèque de Jayro Bustamante, une servante indienne force son patron, un général, à affronter son passé criminel. »
Dans un  entretien au Monde, le réalisateur « C’est fondamentalement une légende faite pour gouverner le comportement des femmes, leur signifier qu’elles doivent rester à la maison à attendre leur mari. Elle est très misogyne. L’idée était de faire de la Llorona une justicière. »

## Distinctions

### Récompenses
- Festival Biarritz Amérique latine 2019 : prix du public[5],[6]
- Festival international du nouveau cinéma latino-américain de La Havane 2019 : prix spécial du jury et prix du meilleur son[7],[8]

### Nomination
- Golden Globes 2021 : Meilleur film en langue étrangère

### Sélections
- Mostra de Venise 2019 : sélection en section Venice Days
- Festival international du film de Saint-Sébastien 2019 : sélection en section Horizontes latinos
- Festival du film de Londres 2019 : sélection en compétition officielle

### Publication
Le découpage intégral du film et les dialogues en français et en espagnol sont publiés dans L’Avant-Scène Cinéma n° 677 (novembre 2020) ([Voir http://www.avantscenecinema.com/numeros/ avantscenecinema.com])